# 田子町立田子中学校
田子町立田子中学校（たっこちょうりつたっこちゅうがっこう）は、青森県三戸郡田子町大字田子にある公立中学校。町内で唯一の中学校である。

## 概要
2001年（平成13年）4月より青森県立田子高等学校と連携型中高一貫教育を導入していたが、2022年（令和4年）3月をもって田子高等学校は閉校した。

## 沿革
- 1947年（昭和22年）
  - 4月1日 - 田子小学校校舎に併設する形で開校[1]。
  - 4月21日 - 開校式挙行[1]。
- 1950年（昭和25年）7月12日 - 新校舎第1期工事（8教室）竣工[1]。
- 1951年（昭和26年）
  - 5月18日 - 新校舎第2期工事（6教室）竣工[1]。
  - 11月11日 - 校旗樹立式挙行[1]。
- 1953年（昭和28年）5月20日 - 体育館兼講堂竣工[1]。
- 1955年（昭和30年）3月1日 - 原小学校学区を編入[1]。
- 1958年（昭和33年）6月11日 - 特別教室4教室竣工[1]。
- 1961年（昭和36年）7月28日 - 2教室増築竣工[1]。
- 1963年（昭和38年）12月12日 - 技術家庭科室竣工[1]。
- 1965年（昭和40年）4月1日 - 特殊学級設置[1]。
- 1966年（昭和41年）7月8日 - 制服制定[1]。
- 1982年（昭和57年）3月10日 - 新校舎完成[2]。
- 2003年（平成15年）4月1日 - 上郷中学校を統合[2]。

## 学区
出典
- 田子町全域

## 生徒数
2023年（令和5年）5月1日現在
| 学年 | 1年 | 2年 | 3年 | 特別支援 | 合計 |
| ---- | --- | --- | --- | -------- | ---- |
| 学級 | 1   | 1   | 1   | 2        | 5    |
| 生徒 | 28  | 23  | 32  | 2 (内数) | 83   |

## 周辺
- 国道104号

## アクセス
- 田子町コミュニティバス「商工会館前」バス停下車後、徒歩約350m・約6分。
- 田子町立田子小学校から、
  - 徒歩約1.1km・約17分。
  - 上述のコミュニティバスで、「田子小学校」バス停から「商工会館前」バス停まで2分、下車後徒歩。